# شيفرة دا فينشي (فلم)
شيفرة دا فينشي هو فيلم روائي أمريكي، صدر عام 2006 من إخراج رون هاوراد وبطولة توم هانكس وودري تاتو وجان رينو، ومقتبس من رواية بنفس الإسم للكاتب دان براون. كان الفيلم واحداً من أكثر الأفلام المنتظرة لعام 2006، وتم عرضه في ليلة افتتاح مهرجان كان السينمائي في 17 مايو 2006؛ ثم تم عرض الفيلم في بلدان مختلفة في 17 مايو 2006، وتم عرضه في الولايات المتحدة لأول مرة في 18 مايو 2006.
تضمنت الرواية والفيلم بعض التفسيرات المثيرة للجدل حول تاريخ المسيحية، وانتقدتهُ الكنيسة الرومانية الكاثولكية. ودعى بعض الأساقفة إلى مقاطعة الفيلم، بالإضافة إلى أن العديد من العروض في بادئ الأمر شهدت احتجاجات خارج دور السينما، وتحليلات نقدية متفاوتة. ومع ذلك، حقق الفيلم 224 مليون دولار في افتتاحه في نهاية الأسبوع حول العالم، وهي المرتبة الثانية بعد ستار ويرز إبيسود 3: ريفنغ أوف ذا سيث. وهو ثاني أعلى فلم أرباحًا في عام 2006، حيث حقق 758,239,851 دولار وفقًا ل2 نوفمبر 2006. رُشحت الموسيقى التصويرية التي من تأليف هانس زيمر لجائزة الكرة الذهبية في فئة أفضل موسيقى أصلية.

## القصة
يتم اتباع رجل يكتشف فيما بعد أنه جاك سونيير بواسطة رجل متخفٍ يعرف باسم سيلاس في معرض متحف اللوفر. يطلب سيلاس من سونيير أخباره عن موقع «حجر الزاوية»، وتحت تهديد السلاح، يخبر سونيير بموقع «حجر الزاوية» في خزنة كنسية سينت-سبلايس، تحت الزهرة. يشكره سيلاس، ويطلق عليه النار في معدته.
في الوقت ذاته، الأمريكي روبرت لانغدون (توم هانكس) يصل إلى باريس كمحاضر في الجامعة الأمريكية في باريس عن رموز الأنثوية المقدسة؛ تتصل الشرطة الفرنسية بلانغدون ليحضر إلى مسرح الجريمة. يكتشف لانغدون أن سونيير الميت قام برسم رسومات معقدة بإستخدم حبر الضوء الأسود وجسده ودمه. يسأله الكابتن بيزو فاش (جان رينو) عن تفسيره للغز.
يتصل سيلاس برجل غامض يدعى «المعلم» ويقول أنه قتل الأربع حراس لحجر الزاوية، وكلهم أكدوا نفس المكان. يضع سيلاس سلسلة معدنية شائكة على فخذه، ويضرب نفسه بسوط لتعذيب جسده. ثم يتوجه سيلاس إلى سينت-سبلايس، بأمر من المطران مانويل أرينجاروزا. ثم يقابل هناك راهبة عجوز، يطلب منها أن تتركه وحده، يُنَقب سيلاس أرضية الكنسية، ليجد حجراً مكتوب عليها «وقلت إلى هنا تاتي ولا تتعدى» أيوب 38:11. يدرك سيلاس أنه خُدع، ويقتل الراهبة.
صوفي نيفيو (أودري تاتو)، وهي عالمة تعمية في الشرطة الفرنسية، تسلم لانغدون رسالة مفادها أن يتوجه إلى دورة مياه الرجال. هناك، تلقاه صوفي، وتبلغهُ أنه متتبع بواسطة نظام الملاحة العالمي وُضع (بغير علمه) في سترته، وأنه المشتبه الرئيسي في الجريمة بسبب سَطر من النص بقرب الجثة «ملاحظة: جِد روبرت لانغدون». إلا أن صوفي، تعتقد أن سونير، الذي تكشف أنهُ جدها، أراد أن يمرر لها رسالة مخفية، ولذا طلب إحضار لانغدون إلى الموقع ليساعدها في فك الشيفرة.
نالا بعض الوقت عن طريق إزالة جهاز التتبع، وبدا في إستكشاف متحف اللوفر والعثور على المزيد من الرسائل المتجانسة الغامضة التي تركها سونير وراءه. كثير منها تتعلق برسومات ليوناردو دا فينشي، ووجدا مفتاح مع وردة زنبق خلف عذراء الصخور.
تبعتهما الشرطة الفرنسية، وقطعت الطريق إلى السفارة الأمريكية. فرّا إلى حديقة بوا دو بولوني، حيث تتفقد لانغدون المفتاح عن قرب. لاحظ نقشًا على الجانب—كان عنوانًا. العنوان يشير إلى بنك الودائع في زيوريخ، حيث يستخدم المفتاح لصندوق وديعة آمن.
في البنك، وجدا صندوق وديعة سونير، وفتحاه باستخدام 10 أرقام من متتالية فيبوناتشي على الترتيب (1123581321). داخل الصندوق، وجدا حاوية روزوود تتضمن كريبتكس: حاوية إسطوانية الشكل مع خمسة عجلات أبجدية يجب أن تكون مرتبة حسب الترتيب الصحيح لكتابة كلمة الشيفرة من خمسة حروف من أجل فتحها والحصول على الرسالة. استخدام القوة لفتح الكريبتكس تؤدي إلى كسر زجاجة من الخل، يؤدي إلى تدمير الرسالة.
يتم إستدعاء الشرطة بواسطة أحد حراس الأمن، ويساعدهم مدير البنك، أندريه فيرنيه، في الهروب متنكراً كقائد شاحنة مدرعة هربًا من عمليات التفتيش الروتينية للشرطة. في الجزء الخلفي من الشاحنة، تناقش لانغدون وصوفي عن الكريبتكس، وتقول صوفي أن جدها كان يلعبها بألعاب تحتوي الكريبتكس. يقول لانغدون أن الكريبتكس قد يحتوي معلومات قيمة عما يحاولان اكتشافه. في النهاية، تتوقف الشاحنة، وينزل أندريه، وتحت تهديد السلاح، يأمرهما بإعطائه الكريبتكس. يتحايل لانغدون يضربه بباب الشاحنة ويهرب مع صوفي بالشاحنة.
يقترح لانغدون زيارة صديقه ليت تيبنغ، للحصول على مساعدة في فتح الكريبتكس. ليت تيبنغ كان باحثًا شغوفًا عن الكأس المقدسة، الذي يعتقد أنها ليست «كأسًا» بل هي مريم المجدلية، زوجة المسيح، والتي إستبعدت لأن أتباع المسيح لا يريدون إتباع امرأة بعد مقتل قائدهم. مريم كانت حاملاً في ذلك الوقت، يقول تيبنغ لصوفي أن مجتمعًا سريًا أنشئ لحماية نسل يسوع. ويتوقع أن يكون جاك سونير جزء من هذا المجتمع، وأنه كان يدرب صوفي على الانضمام إليه. في الوقت نفسه، أخترق سيلاس قصر تيبنغ وحاول سرقة الكريبتكس. ضرب تيبنغ سيلاس بعصاه ويوثقه ثم هربوا مجددًا بصحبة سيلاس وريمي جان (خادم تيبنغ) بطائرة تيبنغ من الشرطة التي حاصرت قصر تيبنغ بعد أن تتبعت موقع الشاحنة المصفحة.
كان ريمي جان من أتباع المعلم أيضًا، لكنه قتل بواسطة تيبنغ. تهاجم الشرطة سيلاس، وعن طريق الخطأ، يطلق النار على مانويل أرينجاروزا. أثناء حزنه على فعل ذلك، واعتذاره من مانويل، تحاصره الشرطة، وتقتلهُ رميًا بالنار، ويؤخذ مانويل إلى المستشفى. مع اقتراب لانغدون من حل القضية، يخونه تيبنغ، الذي يكشف أنه هو المعلم. يوضح تيبنغ أنه يريد الحصول على رفات مريم المجدلية لإثبات صدقهُ حول الكأس المقدسة، ويهدد لانغدون بإطلاق النار على صوفي إذا لم يفك الشيفرة. يرد لانغدون برمي الكريبتكس في الهواء، يجري تيبنغ لامساكها، لكنها تسقط على الأرض، وتنكسر قارورة الخل. تقتحم الشرطة المكان، ويتم القبض على تيبنغ، لكن يُكشف أن لانغدون فك الشيفرة ('تفاحة'، 'Apple') قبل أن يرمي الكريبتكس. بعد جمع الأدلة، يسافر لانغدون وصوفي إلى كنسية مريم المجدلية حيث يجد سردابًا تحت الأرض به وثائق عن نسل مريم المجدلية وعائلة صوفي ويُكتشف أن صوفي هي آخر نسل مريم المجدلية. وهناك يجتمع أعضاء آخرين من المنظمة السرية التي تحميها ويتعهدون بإبقائها آمنة معهم.
في فندق لانغدون، يجرح نفسه، ويتشكل خط من الدم يذكره بخط الزهرة. يتبع خط الزهرة ليجد مكان الكأس المقدسة، دُفنت تحت هرم متحف اللوفر. يركع لانغدون فوق قبر مريم المجدلية كما فعل فرسان الهيكل قبله.